# 分司厅小学
北京市东城区分司厅小学坐落于北京东城区小经厂胡同与分司厅胡同交界处，故得名“分司厅小学”。

## 历史
- 分司厅小学始建于1914年10月12日，原校名为“京兆模范小学”。
- 1963年被评为北京市重点小学。
- 1978年定位东城区重点小学。

## 特色
北京市东城区分司厅小学为北京市著名的乒乓球示范校。

## 校友
- 金铭：著名童星。